# Friedrich von Negelein
Julius Philip Friedrich Leo von Negelein (* 17. Juli 1792; † 16. September 1873 in Labiau) war ein preußischer Landrat.

## Leben
Friedrich von Negelein nahm ab 1813 als Freiwilliger in der preußischen Armee an den Befreiungskriegen teil. 1825 erhielt er seinen Abschied als Premierleutnant. Von 1827 bis 1833 war er Geodät bei der Generalkommission. Er war von 1836 bis 1869 Landrat im Kreis Labiau. 1849 war er für den Wahlkreis Königsberg 2 Abgeordneter im Preußischen Abgeordnetenhaus. 1861 erhielt er den Charakter als Geheimer Regierungsrat und trat 1869 in das Regierungskollegium Königsberg ein.
Friedrich von Negelein heiratete 1825 Karoline Elten (1807–1871). Aus der Ehe gingen drei Töchter und ein Sohn hervor.